# Повернення титанів
«Повернення титанів» — кінофільм режисера Мері Ламберт, що вийшов на екрани в 2011 році.

## Зміст
Після того, як різновид гігантського пітона з'являється на болотистих рівнинах, доглядачі місцевості вирішують запустити туди самців-алігаторів, щоб знищити пітонів. Битва загрожує стати найбільшим в історії людства...

## Ролі
| Актор           | Роль        |
| --------------- | ----------- |
| Тіффані         | -           |
| Дебора Гібсон   | Ніккі Райлі |
| Ей Мартінез     | -           |
| Кетрін Джустен  | -           |
| Кевін М. Хортон | -           |
| Кері Ван Дайк   | -           |
| Мікі Доленц     | -           |
| Роберт Р. Шафер | -           |
| Карл Кіарфаліо  | -           |
| Стефен П. Харт  | -           |

## Знімальна група
- Режисер — Мері Ламберт
- Сценарист — Наомі Л. Селфман
- Продюсер — Девід Майкл Летт, Пол Бейлс, Рей Канеллі
- Композитор — Кріс Ріденауа